# Homoneura dentiventris
Homoneura dentiventris är en tvåvingeart som beskrevs av Leander Czerny 1932. Homoneura dentiventris ingår i släktet Homoneura och familjen lövflugor. Inga underarter finns listade i Catalogue of Life.